# Большой фильм про Поросёнка
«Большой фильм про Поросёнка» (англ. Piglet’s Big Movie) — мультфильм компании DisneyToon Studios, премьера которого состоялась 21 марта 2003 года. Он рассказывает о трёх приключениях Хрюни (Пятачка).

## Сюжет
Вклеив новый рисунок в свой альбом, Пятачок видит идущих куда-то друзей: Винни-Пуха, Кролика, Тигру и Иа. Он узнаёт, что они собираются собрать мёд, переманив пчёл в новый улей. Но всё идёт не по-плану: музыка Кролика только разъярила пчёл. Разбушевавшись, они нападают на Пятачка (считая, что он виноват), но Пятачку удаётся запереть пчёл в новом улье. Его подвиг никто не заметил, и он уходит в лес. Бродя по лесу, он помогает божьей коровке, белке и маленькому птенчику. После этого Пятачок решается помочь своим друзьям и бежит обратно. Тем временем друзья отмечают свою победу, но совершенно забывают о запертых пчёлах. И когда те освобождаются, друзьям приходится спасаться бегством. Они прячутся в доме Пятачка и только там обнаруживают, что Пятачка нет. Пух находит Альбом с картинками-воспоминаниями. Ему тут же приходит мысль, что эта книга может знать, где Пятачок. На первой странице нарисован дом Совы, и они отправляются туда. Тем временем Пятачок выходит на поляну. Видя, что пчёлы освободились, он впадает в уныние. Но приходят те, кому он помог, и показывают, что он сделал. И тогда Пятачок решается на поиск друзей. Тем временем друзья подходят к дому Совы и узнают, что Пятачок был здесь. Они снова смотрят в Альбом Воспоминаний и направляются к дому Кенги. Пух тут же вспоминает историю про Пятачка.
Всё начинается с того, что Кенга и Ру только что приехали в Стоакровый Лес. Кролик им не доверяет и хочет прогнать. Он разрабатывает план, целью которого является похищение Ру. Пока Пух отвлекает Кенгу, Тигра кладёт ей в сумку Пятачка, а Кролик хватает Ру. Кенга возвращается домой с Пятачком и сразу его разоблачает. Но продолжая притворяться, она поит Пятачка рыбьим жиром, а затем купает. После этого Пятачок становиться весь пушистый. Он так же видит картинки с Кенгой и Ру. Получив от Кенги печенье и поцелуй, он понимает, что она добрая. Пятачок бежит к своим друзьям, но Тигра и Винни его не признают. Пятачок прыгает в лужу, а затем рассказывает, какая Кенга замечательная. Они вместе идут к ней в гости. Тут подбегает Кролик с Ру (они очень сдружились), а Пятачок правильно говорит «Ага!».
Друзья подходят к дому Кенги и говорят о пропаже Пятачка. К ним присоединяется Ру, и они идут дальше. Они снова смотрят в Альбом и вспоминают историю о Путешествии.
Всё начинается осенью, когда Тигра вместе с Пятачком прыгают в опавшие листья. Тут на них падают сапоги Кристофера Робина, а потом появляется он сам. Он объявляет, что отправляется в Путешествие. К нему присоединяются Винни, Тигра и Пятачок, а затем и все остальные. Пока они идут, Пух съедает банан, выпавший из рюкзака Кристофера Робина. На этой кожуре сразу поскальзывается Ру и падает в воду. Все тут же пытаются его спасти (несмотря что Ру говорит, что он плавает), но безрезультатно. Но Пятачок использует шест и подбрасывает Ру, достигшего вторых порогов. Он пытается поймать Ру и отдаёт Пуху шест. Ру удачно падает в сумку Кенги, и тут подходит Кристофер Робин. Он видит в лапах Пуха шест и объявляет, что Пух нашёл «Путеводный шест». Пух сам не знает, как его нашёл. Хрюня пытается вставить слово, но вместо этого кричит «Эврика!». Все рады, и только Иа до ночи сидел у реки (забыв, что Ру вытащили).
Друзья находят шарф Пятачка, и Тигра начинает строить разные страшные догадки. Это всё пугает Ру, но Винни его успокаивает. А Иа вспоминает, что Пятачок однажды построил дом. Друзья снова смотрят в Альбом и вспоминают историю дома в Уголке Винни (Пуховой Опушке).
Зимой Пух и Пятачок гуляют и поют песенку. Они подходят к ограде и Пятачок говорит, что почти у всех есть дом, кроме Иа. Тогда Пух решается построить ему дом прямо здесь и назвать это место «Уголком Винни». Пятачок обижается, что в названии нет его имени, но тут появляется Тигра. Друзья рассказывают ему идею про дом для Иа и Тигра отводит их к куче палок (дому Иа). Друзья стараются построить новый дом для Иа, но у них ничего не выходит. Тогда Винни предлагает, чтоб Иа жил у него и вместе с Тигрой уходит его искать, оставив Пятачка среди палок. Подойдя к дому Кристофера Робина, друзья встречают там Иа. Он говорит, что сделал себе дом из веток и друзья понимают, что разобрали его дом. Но тут является Пятачок на палках и говорит, что знает где дом Иа. Все идут за ним и приходят к новому дому Иа. Он ему нравится, но Иа боится вновь его потерять. Пятачок успокаивает его и показывает ему знак «Уголок Винни». Все счастливы и заходят в дом Иа.
Друзья продолжают искать Пятачка и Тигра предлагает заглянуть в конец альбома. Но Кролик против и, рассматривая Альбом, он его портит (на рисунок упала капля дождя). Это выводит Тигру из себя и он пытается вырвать Альбом. Но Кролик не даёт его. В результате Альбом рвётся и падает в реку. Кролик признаётся, что только хотел найти Пятачка. Все возвращаются к нему домой. Ру просит Пуха нарисовать Пятачка. Это воодушевляет всех друзей и они начинают рисовать подвиги Пятачка. Показываются три истории: Пятачок в образе рыцаря спасает друзей от пчёл; Пятачок в образе мореплавателя спасает Ру от слонотопа-осьминога; он побеждает снеговика и строит дом для Иа. Ру тут же предлагает пойти искать Пятачка и все соглашаются, несмотря на непогоду. Они находят одна за одной страницы, и вскоре находят альбом, висящий на бревне в водопаде. Пух пытается достать Альбом, но падает и повисает на ветке. Друзья создают «спасательный трос», но он коротковат. Но тут прибегает Пятачок и спасает Пуха. Но Альбом оказывается безвозвратно утерян. Это печалит Пятачка, но друзья показывают ему свои рисунки и благодарят: Кролик — за то, что познакомился с Ру; Ру — за спасение; Иа — за дом в «Уголке Винни». Пятачок оказывается очень тронут, а Пух предлагает устроить праздник. На следующий день он идёт полным ходом и все поздравляют Пятачка. В самый торжественный момент его уводит Винни и показывает, что он переименовал «Уголок Винни» в «Уголок Винни и Пятачка». Хрюня очень тронут, а подошедшие друзья говорят: «Это самое маленькое что мы можем сделать для Пятачка, который стал таким большим!»

## Роли озвучивали
| Персонаж        | Озвучивание    |
| --------------- | -------------- |
| Пятачок         | Джон Фидлер    |
| Винни-Пух       | Джим Каммингс  |
| Тигра           | Джим Каммингс  |
| Кролик          | Кен Сэнсом     |
| Кристофер Робин | Том Уитли      |
| Иа-Иа           | Питер Каллен   |
| Сова            | Андрэ Стойка   |
| Крошка Ру       | Никита Хопкинс |
| Кенга[уточнить] | Кэт Сьюси      |